# Nash Statesman
El Nash Statesman es un automóvil de tamaño completo que fue construido por Nash Motors para los año del modelo de 1950 a 1956 en dos generaciones. La serie Statesman se situó entre la línea superior del Nash Ambassador y por encima de la gama del Nash Rambler.

## Primera generación (1950 y 1951)

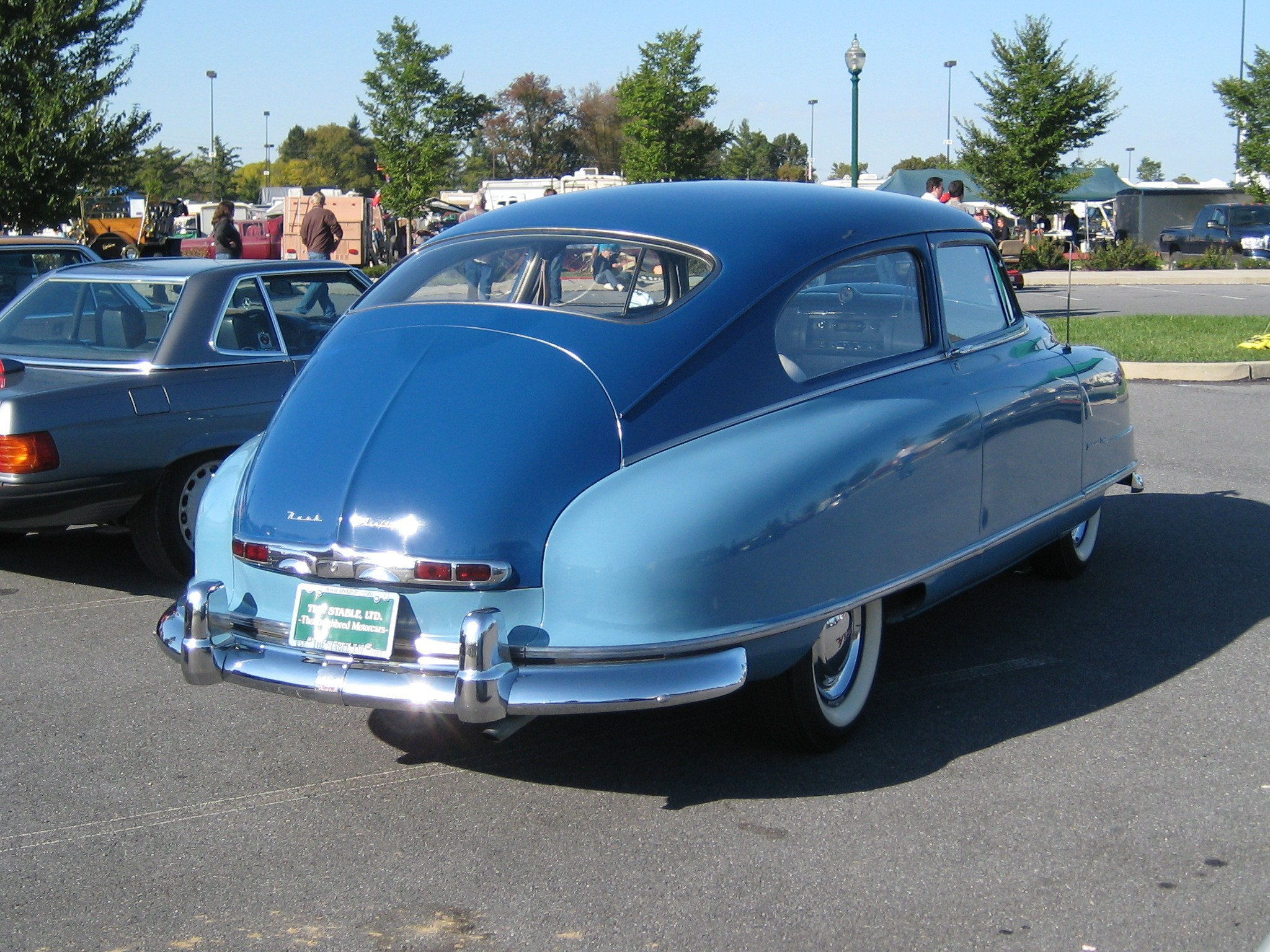
Nash Statesman Super 2-puertas de 1950

Nash desarrolló sus automóviles posteriores a Segunda Guerra Mundial utilizando una carrocería monobloque de construcción avanzada con estilo aerodinámico fastback bajo el nombre de Airflyte, lo que refleja una tendencia de estilo popular en la década de 1950. Los coches estaban disponibles como sedán de dos o cuatro puertas. Una característica distintiva de todos los Nash son los guardabarros con "faldón". Aunque el radio de giro podría verse comprometido, la vía delantera era casi tres pulgadas más estrecha: la parte delantera estaba justo por debajo de 55 pulgadas (1397 mm) mientras que la vía trasera era de 60,5 plg (1537 mm). El Nash 600 base pasó a llamarse Nash Statesman para el año modelo 1950.
La distancia entre ejes del Statesman era 9 plg (229 mm) más corta que la de la gama Ambassador. Esto se logró mediante el uso de un "clip" frontal más corto (la parte de un automóvil desde el capó hacia adelante) que el que se instaló en el Ambassador. Las capotas Statesman y Ambassador junto con los guardabarros delanteros no eran intercambiables. Desde el capó hacia atrás, las dimensiones de las dos series eran idénticas. Los modelos de dos puertas incluían el asiento delantero "Airliner Reclining" exclusivo de Nash, que era opcional en los sedanes de cuatro puertas. Estos asientos se podían reclinar para formar una cama.
Los diseños de propulsores del Statesman se basaron en el motor SV Nash Light Six que se diseñó en la década de 1920 y continuaron en uso hasta la década de 1940 en los modelos Nash LaFayette y Nash 600. Se caracterizaba por la falta de colectores de admisión y escape. Los modelos Statesman eran comparativamente más ligeros, lo que se tradujo en una mayor eficiencia de combustible según lo informado por el fabricante y los probadores.
Los modelos Nash Statesman se ofrecieron en tres versiones, el Statesman Custom de primera línea y el Statesman Super de nivel básico, así como un vehículo para su uso comercial e institucional.
Los modelos Statesman, junto con la línea Ambassador, fueron los líderes en volumen de ventas y ganancias de Nash.

## Segunda generación (1952 a 1956)
Se introdujo un nuevo diseño para el año modelo de 1952 con un gran sedán de "carrocería envolvente" con ruedas carenadas, que eran características de Nash. El nuevo diseño de carrocería Statesman coincidió con el 50 aniversario de Nash e incluyó el estilo del diseñador italiano Pininfarina.
Los modelos de 1954 incluían una rueda de repuesto tipo "Continental" montada en el exterior, lo que aumentaba el espacio del maletero y facilitaba la sustitución de una rueda pinchada.
Los modelos de 1956 recibieron luces de estacionamiento delanteras más grandes e inclinadas, así como luces traseras también más grandes.
Las últimas unidades del Nash Statesman se construyeron durante agosto de 1956. A partir de 1957, todos los modelos Nash de tamaño completo fueron Ambassador.

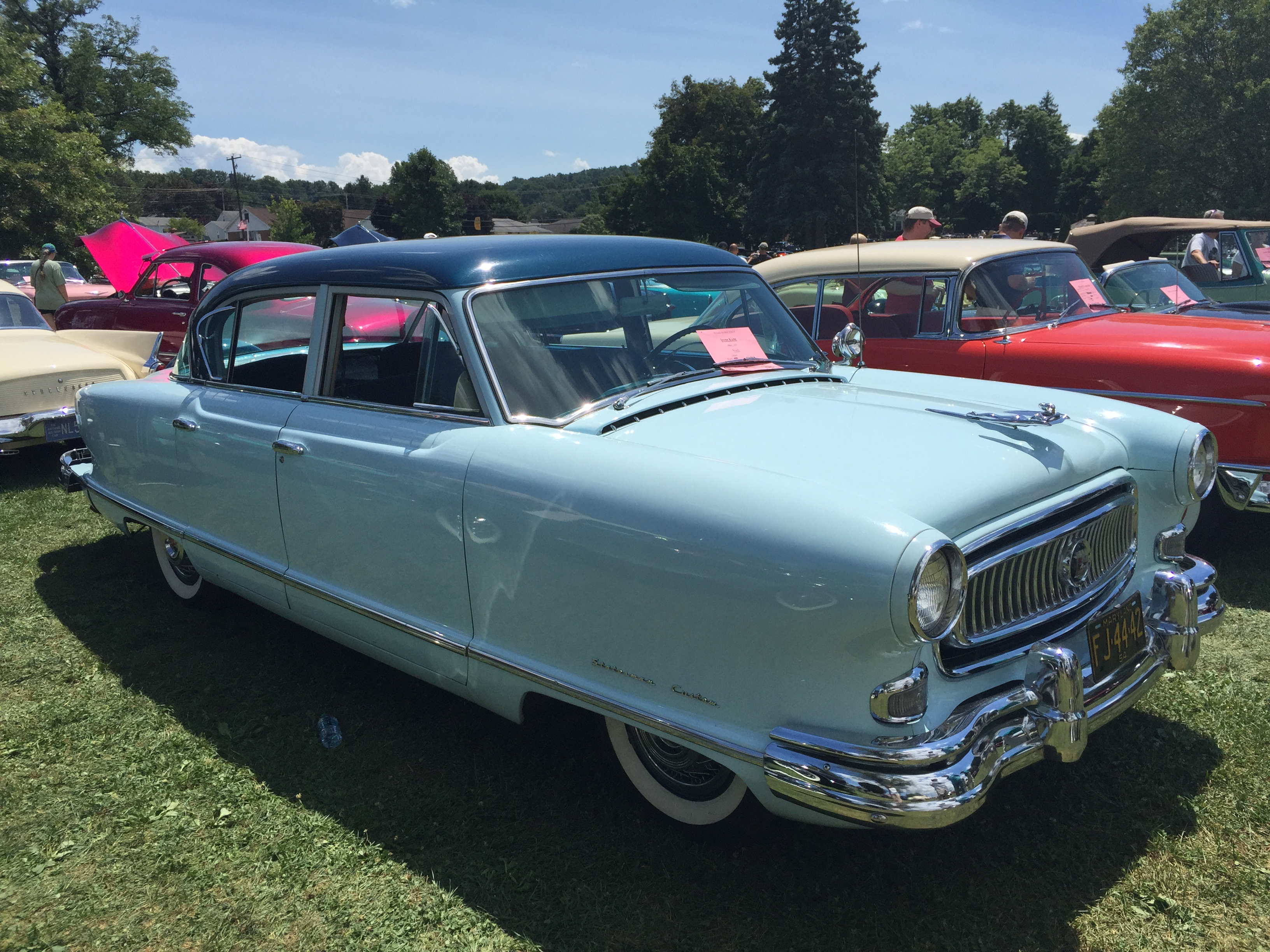
Nash Statesman Custom 4-puertas Sedán de 1954
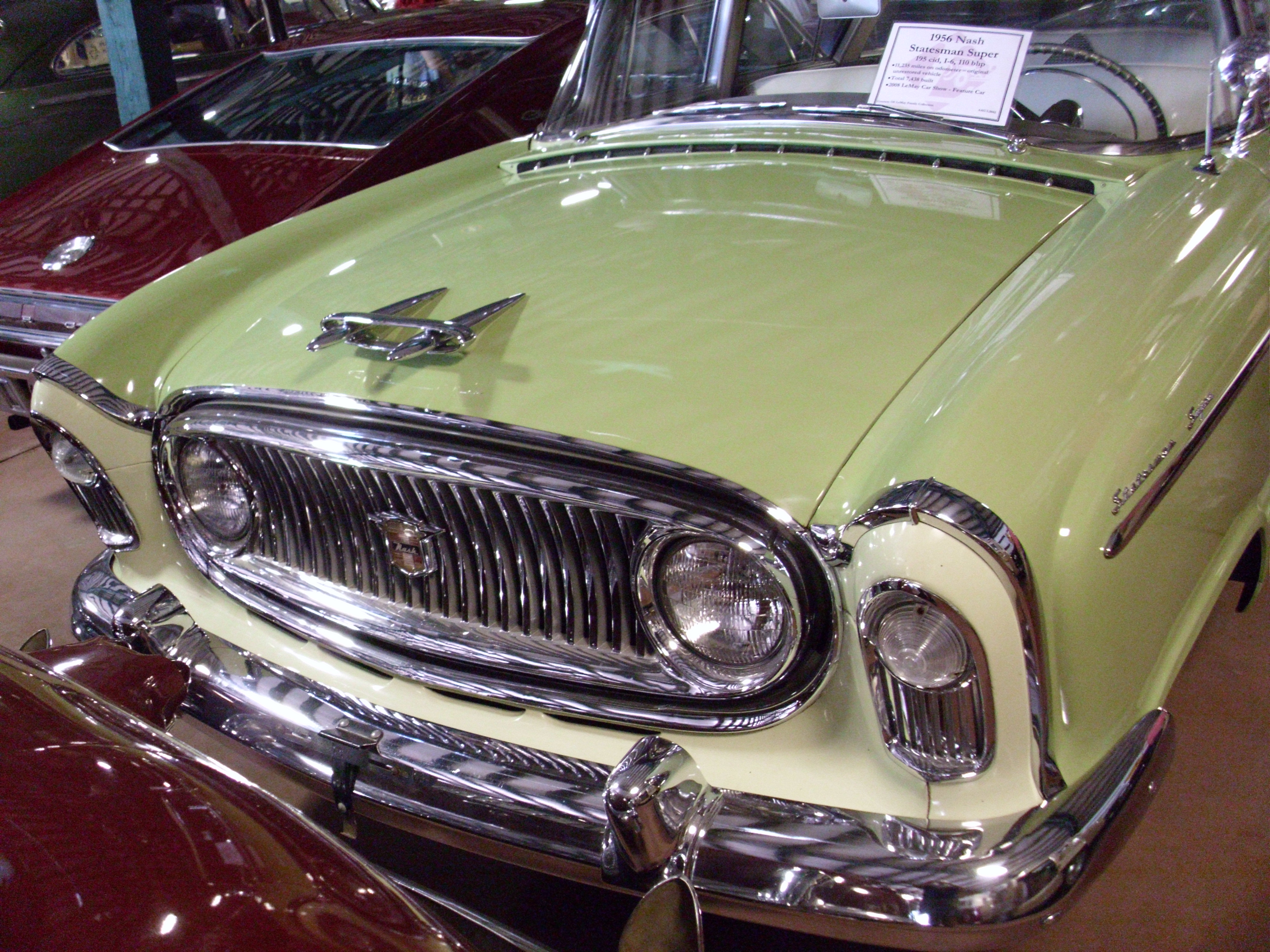
Nash Statesman Super de 1956